# Corydoras nanus
Corydoras nanus is een straalvinnige vissensoort uit de familie van de pantsermeervallen (Callichthyidae). De wetenschappelijke naam van de soort is voor het eerst geldig gepubliceerd in 1967 door Nijssen & Isbrücker.